# Эпп, Йозеф
Йо́зеф Эпп (нем. Josef Epp; 1 марта 1920 — 28 февраля 1989) — австрийский футболист и футбольный тренер. Участник Олимпийских игр 1948 в составе сборной Австрии.

## Клубная карьера
В начале своей спортивной карьеры Йозеф Эпп играл в крикет в составе клуба «Виенна Крикет», однако затем решил сосредоточиться на футболе. Зимой 1937 года он перешёл из клуба второго дивизиона «Металлум» в команду «Винер Шпорт-Клуб», которая выступала в чемпионате Австрии. В «Шпорт-Клубе» Эпп сразу занял прочное место в основном составе, играя на позиции центрального нападающего. Уже в своём четвёртом матче против венского «Хакоах» он сделал покер, а всего по итогам сезона 1936/37 на его счету было 9 голов в 9 матчах. Сезон 1937/38 «Шпорт-Клуб» завершил на втором месте, а Эпп с результатом в 15 голов стал вторым в списке лучших бомбардиров сезона после Франца Биндера. Помимо этого «чёрно-белые» дошли до финала Кубка Австрии, где уступили венскому «Шварц-Рот» со счётом 0:1.
Даже после аншлюса Эпп оставался одним из лучших нападающих чемпионата. В сезонах 1938/39 и 1939/40 он становился третьим в списке лучших бомбардиров. В сезоне 1939/40 его команда, за которую выступали такие игроки, как Рудольф Гайтер, Карл Граф и Макс Меркель, заняла третье место в чемпионате, после чего постепенно опустилась в середину таблицы. В конце Второй мировой войны Эпп ненадолго перешёл в клуб «Либертас» из Бад-Халля, однако в начале 1946 года вернулся в «Шпорт-Клуб». В первом же матче после своего возвращения нападающий забил пять мячей в ворота «Рапида» из Оберла.
Весной того же года Эпп стал фигурантом расследования о его возможном членстве в НСДАП, деятельность которой к тому времени была запрещена законом. До аншлюса нападающий играл за команду национал-социалистической средней школы, а в 1938 году работал функционером в Гитлерюгенде. Несколько раз в феврале и марте 1946 года Эппа отстраняли от игр. В конце концов Венская футбольная ассоциация определила, что Эпп не состоял в нацистской партии и разрешила ему играть.
В последующие годы нападающий вновь регулярно становился лучшим бомбардиром своей команды, а в сезоне 1948/49 он занял второе место среди лучших бомбардиров чемпионата после Эриха Хабицля («Шпорт-Клуб», однако, выступил посредственно, заняв лишь 7-е место в таблице). В середине сезона 1950/51 Эпп перешёл в провинциальный клуб ЛАСК, но через год вернулся в Вену, где сыграл ещё два сезона за столичную команду «Фёрст».
В 1953 году Эпп принял предложение от швейцарского клуба «Серветт». В Швейцарии он провёл два года, играя по руководством известного тренера Карла Раппана. После возвращения в Австрию в 1955 году Эпп стал играющим тренером клуба «Штикштофф» из Линца. Под его руководством клуб выиграл региональный чемпионат Верхней Австрии, а затем вышел во второй дивизион (который в то время назывался Штатслига B), обыграв в плей-офф «Маттерсбург». После одного сезона в Штатслиге B, в котором его команде едва удалось избежать вылета, Эпп перешёл в ЛАСК, выступавшем на тот момент в той же лиге. Сезон 1957/58 стал последним в игровой карьере Эппа. Забив в общей сложности 7 голов, нападающий помог своей команде стать чемпионом и вернуться в высший дивизион Австрии.
С результатом в 192 гола Йозеф Эпп до сих пор входит в двадцатку лучших бомбардиров в истории чемпионата Австрии.

## Карьера в сборной
В августе 1937 года Эпп получил вызов в любительскую сборную Австрии. 19 сентября он сыграл свой единственный матч за эту команду против любительской сборной Венгрии. Австрия победила со счётом 6:3, при этом Эпп забил один из голов.
После аншлюса нападающий несколько раз выступал за сборную Вены, а его первый матч за основную сборную Австрии состоялся только в апреле 1946 года. В течение двух лет Эпп провёл за сборную 8 матчей, забив 5 голов. Он был участником матча Олимпийских игр 1948 против шведов, который Австрия проиграла со счётом 0:3. Последней игрой Эппа за сборную стал товарищеский матч против Венгрии 3 октября 1948 года.

## Достижения
ЛАСК
- Чемпион Штатслиги B: 1957/58

## Статистика выступлений
| Клуб             | Сезон            | Лига | Лига | Кубки | Кубки | Прочие | Прочие | Итого | Итого |
| Клуб             | Сезон            | Игры | Голы | Игры  | Голы  | Игры   | Голы   | Игры  | Голы  |
| ---------------- | ---------------- | ---- | ---- | ----- | ----- | ------ | ------ | ----- | ----- |
| Металлум (Вена)  | 1936/37          | 13   | 16   | 3     | 1     | 0      | 0      | 16    | 17    |
| Металлум (Вена)  | Итого            | 13   | 16   | 3     | 1     | 0      | 0      | 16    | 17    |
| Винер Шпорт-Клуб | 1936/37          | 9    | 9    | 4     | 4     | 0      | 0      | 13    | 13    |
| Винер Шпорт-Клуб | 1937/38          | 17   | 15   | 3     | 2     | 0      | 0      | 20    | 17    |
| Винер Шпорт-Клуб | 1938/39          | 18   | 23   | 3     | 3     | 0      | 0      | 21    | 26    |
| Винер Шпорт-Клуб | 1939/40          | 14   | 13   | 3     | 2     | 0      | 0      | 17    | 15    |
| Винер Шпорт-Клуб | 1940/41          | 12   | 10   | 7     | 12    | 4      | 3      | 23    | 25    |
| Винер Шпорт-Клуб | 1941/42          | 3    | 2    | 0     | 0     | 0      | 0      | 3     | 2     |
| Винер Шпорт-Клуб | 1942/43          | 1    | 1    | 0     | 0     | 0      | 0      | 1     | 1     |
| Винер Шпорт-Клуб | 1943/44          | 0    | 0    | 0     | 0     | 0      | 0      | 0     | 0     |
| Винер Шпорт-Клуб | 1944/45          | 0    | 0    | 0     | 0     | 0      | 0      | 0     | 0     |
| Винер Шпорт-Клуб | 1945/46          | 7    | 12   | 1     | 5     | 0      | 0      | 8     | 17    |
| Винер Шпорт-Клуб | 1946/47          | 20   | 14   | 3     | 3     | 0      | 0      | 23    | 17    |
| Винер Шпорт-Клуб | 1947/48          | 17   | 12   | 4     | 2     | 0      | 0      | 21    | 14    |
| Винер Шпорт-Клуб | 1948/49          | 18   | 18   | 1     | 1     | 0      | 0      | 19    | 19    |
| Винер Шпорт-Клуб | 1949/50          | 17   | 11   | -     | -     | 0      | 0      | 17    | 11    |
| Винер Шпорт-Клуб | 1950/51          | 12   | 14   | -     | -     | 0      | 0      | 12    | 14    |
| Винер Шпорт-Клуб | Итого            | 165  | 154  | 29    | 34    | 4      | 3      | 198   | 191   |
| ЛАСК             | 1950/51          | 12   | 1    | -     | -     | 0      | 0      | 12    | 1     |
| ЛАСК             | 1951/52          | 13   | 6    | -     | -     | 0      | 0      | 13    | 6     |
| ЛАСК             | Итого            | 25   | 7    | 0     | 0     | 0      | 0      | 25    | 7     |
| Фёрст (Вена)     | 1951/52          | 12   | 9    | -     | -     | 0      | 0      | 12    | 9     |
| Фёрст (Вена)     | 1952/53          | 22   | 22   | -     | -     | 0      | 0      | 22    | 22    |
| Фёрст (Вена)     | Итого            | 34   | 31   | 0     | 0     | 0      | 0      | 34    | 31    |
| Серветт          | 1953/54          | 21   | 7    | 2     | 2     | 0      | 0      | 23    | 9     |
| Серветт          | 1954/55          | 24   | 5    | 2     | 4     | 0      | 0      | 26    | 9     |
| Серветт          | Итого            | 45   | 12   | 4     | 6     | 0      | 0      | 49    | 18    |
| Штикштофф (Линц) | 1955/56          | -    | -    | -     | -     | 2      | 4      | 2     | 4     |
| Штикштофф (Линц) | 1956/57          | 4+   | 4    | -     | -     | 0      | 0      | 4+    | 4     |
| Штикштофф (Линц) | Итого            | 4+   | 4    | 0     | 0     | 2      | 4      | 6+    | 8     |
| ЛАСК             | 1957/58          | 9+   | 6    | -     | -     | 0      | 0      | 9+    | 6     |
| ЛАСК             | Итого            | 9+   | 6    | 0     | 0     | 0      | 0      | 9+    | 6     |
| Всего за ЛАСК    | Всего за ЛАСК    | 34+  | 13   | 0     | 0     | 0      | 0      | 34+   | 13    |
| Всего за карьеру | Всего за карьеру | 295+ | 230  | 36    | 41    | 6      | 7      | 337+  | 278   |